# 静生生物调查所
静生生物调查所，是近代中国建立较早、最有成就的生物学研究机构之一，1928年成立于北京，是现今中国科学院动物研究所和植物研究所的前身。 以建所前去世的中国教育家、生物学早期赞助人范源廉（范静生）命名。

## 成立过程
1928年1月，尚志学会嘱托中华教育文化基金董事会组织创办生物调查所，并许诺出资。6月19日，中华教育文化基金董事会第四次董事会正式接收尚志学会嘱托，组建静生生物调查所，并决议委员会成员，秉志为所长。
静生生物调查所的创始人是中国著名动物学家秉志（时任南京中国科学社生物研究所所长）和植物学家胡先骕。1928年7月二人赴京开始进行筹建工作。7月18日，静生生物调查所委员会召开第一次会议，通过了委员会章程及静生生物调研所的计划及预算，人员职位，并决议静生生物调查所正式成立日期为民国十七年10月1日，所址设在北平西城石驸马大街83号范源濂故居。

#### 历任所长
1. 秉　志（1928至1932年，北平静生生物调查所所长）
2. 胡先骕（1932至1949年，北平静生生物调查所所长）

## 沿革
1931年，静生生物调查所迁入西安门内文津街3号的新楼，旧址改作通俗博物馆。1932年，秉志因工作繁忙辞去所长的职务，由胡先骕继任。
1934年，静生所与江西农业院合办庐山森林植物园（今庐山植物园的前身）。
1938年，静生所与云南省教育厅在昆明合办云南农林植物研究所（今中科院昆明植物研究所前身）。
抗日战争期间，动物部停办，所内部分人员迁至江西泰和县，后来一部份人员又迁往云南。抗战结束后静生所复员回北平，恢复了植物部。

### 后续
中国科学院于1949年11月成立后，静生生物调查所所址（北京北海西沿附近的文津街3号）曾为中国科学院初建时院部所在地。中国科学院接收了静生生物调查所及北平研究院动物学研究所的部分资料、标本和设备，1950年10月成立了中国科学院动物标本整理委员会；动物标本整理委员会1951年改名为动物标本工作委员会,1953年改为中国科学院动物研究室，1957年正式成立中国科学院动物研究所。静生生物调查所植物部和北平研究院植物研究所1950年合并为中国科学院植物分类研究所，1953年改名为中国科学院植物研究所。
|  | \| \| 中国科学院遗传与发育生物学研究所 [7][8] \| \| \| \| \| \| 中国科学院植物研究所 \| \| \| \| |
|  |                                                                                                  |
|  | 中国科学院遗传与发育生物学研究所                                                                 |
|  |                                                                                                  |
|  | 中国科学院植物研究所                                                                             |
|  |                                                                                                  |

|  | 中国科学院遗传与发育生物学研究所 |
|  |                                  |
|  | 中国科学院植物研究所             |
|  |                                  |

|  | \| \| 中国科学院遗传与发育生物学研究所 [7][8] \| \| \| \| \| \| 中国科学院植物研究所 \| \| \| \| |
|  |                                                                                                  |
|  | 中国科学院遗传与发育生物学研究所                                                                 |
|  |                                                                                                  |
|  | 中国科学院植物研究所                                                                             |
|  |                                                                                                  |

|  | 中国科学院遗传与发育生物学研究所 |
|  |                                  |
|  | 中国科学院植物研究所             |
|  |                                  |

## 研究工作
静生生物调查所初设动物、植物两部。

## 出版物
《北平靜生生物調查所彙報》（Bulletin of Fan Memorial Institute of Biology），英文刊，1929年5月创刊，每年1卷